# سابين سينغ
سابين سينغ (بالإنجليزية: Sabine Singh)‏ هي ممثلة أمريكية، ولدت في 4 أغسطس 1974 في نيويورك في الولايات المتحدة.

## وصلات خارجية
- سابين سينغ على موقع IMDb (الإنجليزية)
- سابين سينغ على موقع قاعدة بيانات الفيلم (الإنجليزية)